# 张荣坤
张荣坤（1973年—），一说1968年出生，中国企业家，江苏苏州人。

## 生平
张小学就读于丁家巷小学，初中就读于苏州市第五中学，高中就读于苏州市第二十一中学。张声称其毕业于华东师范大学金融专业，获硕士学位，但未获证实。相反，在21世纪经济报道的调查中，张“没有考上大学(又一说是青岛某高校肄业)，他在1993年前后，到了苏州吴县太湖度假区工作。” （页面存档备份，存于）
2002年，张荣坤突然崛起于上海商界，以超过32亿元的价格购得沪杭高速公路的30年经营权，其后他又购入多条高速公路的经营权，成为著名的公路大王。2005年，他以49亿元资产名列《福布斯》中国富豪榜第16位。
2006年，上海社保基金案发，张被揭发其所有资金均是违规来自上海社保基金，引发上海政坛地震。上海社保局长祝均一、宝山区区长秦裕和上海市委书记陈良宇相继落马。
2008，上海社保案核心人物、商人張榮坤案在吉林被判刑十九年，沒收的資產和處理的罰金共多達十六億元（人民幣，下同）。張榮坤被控行賄及操縱證券市場等五宗罪，行賄高官達兩千九百多萬元，包括行賄已故政治局常委黃菊的秘書王維工九百三十三萬元。2008年4月7日,一审判处19年有期徒刑。